# Jezioro Zachodnie
Jezioro Zachodnie (chiń. 西湖; pinyin Xī Hú) – zbiornik wodny w mieście Hangzhou, w prowincji Zhejiang, we wschodnich Chinach. Położone na zachód od centrum miasta, do czasów dynastii Tang było zatoką rzeki Qiantang Jiang. W czasach Tang zostało oddzielone od rzeki i pogłębione do głębokości 1,5–2 m.
Jezioro jest znaną w Chinach atrakcją turystyczną. Rocznie, w ostatnich latach, odwiedza je 7 milionów turystów. Jeden z widoków Jeziora Zachodniego umieszczony jest na rewersie banknotu o nominale 1 yuana.
W 2011 r. krajobraz kulturowy Jeziora Zachodniego w Hangzhou wpisano na listę światowego dziedzictwa UNESCO.